# Waterkrachtcentrale Tonstad
Waterkrachtcentrale Tonstad is de een na grootste waterkrachtcentrale qua capaciteit, maar grootste qua productie van Noorwegen en ligt in de gemeente Sirdal.
De centrale heeft een geïnstalleerd vermogen van 960 MW, met een gemiddelde jaarlijkse productie van ongeveer 3.600 GWh. De gebruikte aggregaten zijn van het type francisturbine bij een hoogteverschil van 442 meter.
Eigenaar is het Sira-Kvina Kraftselskap. De centrale is in drie fases gebouwd, waarbij vijfde en laatste turbine in 1988 werd voltooid. De eerste vier turbines hebben elke een vermogen van 160 MW, de laatste het dubbele van 320 MW.